# ماساکی کانکو
ماساکی کانکو (金子正明 Kaneko Masaaki, زادهٔ ۸ ژوئیه ۱۹۴۰) کشتی‌گیر آزادکار اهل ژاپن است.
وی در مسابقات کشوری و بین‌المللی در مجموع برندهٔ ۴ مدال طلا شده‌است.